# Голуб, Андрей Демидович
Андрей Демидович Голуб (3 мая 1906 — 24 февраля 1985) — советский государственный, хозяйственный и партийный деятель.

## Биография
Родился в 1906 в Полтавской губернии в украинской семье. Работал шахтёром, горным инженером. Член ВКП(б) с 1930 года.
- 1941 — учился в высшей партийной школе при ЦК ВКП(б)
- с 24.05.1941 по 1943 год — секретарь ЦК КП(б) Киргизии по угольной и рудной промышленности
- с 1943 до 1.05.46 — инструктор управления кадров ЦК ВКП(б), затем заведующий сектором отдела кадров угольной промышленности управления кадров ЦК ВКП(б),
- с 1947 до 23.12.1949[1] — 2-й секретарь Сахалинского обкома ВКП(б)
- с декабря 1949 по 1954 — заведующий сектором отдела ЦК ВКП(б)
- с 24.11.1954 по май 1957 — заместитель министра угольной промышленности СССР
- с 29.05.1957 до 25.12.1962 — председатель Сахалинского Совнархоза

С 1963 и до ухода на пенсию работал начальником «Союзглавстройматериалов» Госснаба СССР, а затем являлся сотрудником НИИ экономики и организации материально-технического снабжения при Госплане СССР.
Делегат XXI и XXII съездов КПСС.
Умер 24 февраля 1985 года в Москве.